# 今泉口八幡山古墳
今泉口八幡山古墳（いまいずみぐちはちまんやまこふん）は、群馬県太田市東今泉町にある古墳。形状は前方後円墳。菅ノ沢古墳群を構成する古墳の1つ。史跡指定はされていない。

## 概要
群馬県東部、金山丘陵北側の一支丘の南斜面に築造された古墳である。一帯に分布する菅ノ沢古墳群のうちでは北端部に位置し、北には菅ノ沢御廟古墳が所在する。これまでに墳丘・石室は大きく破壊されているほか、1994・1995年度（平成6・7年度）に発掘調査が実施されている。
墳形は前方部が発達した前方後円形で、前方部を西方向に向ける。墳丘外表では、円筒埴輪（朝顔形埴輪含む）・形象埴輪（人物形・馬形・家形・盾形埴輪など）が検出されている（北金井駒形神社埴輪窯跡群から供給か）。墳丘周囲では、後円部北側で幅2.5メートル・深さ1メートルの周溝が認められる。埋葬施設は後円部における横穴式石室で、南方向に開口する。石室全長10メートルにおよぶ大型石室で、石室内には家形石棺が据えられる。石室内は盗掘に遭っているが、調査では石棺内から耳環が、石棺外から直刀・短刀・鐔・鉄鏃・筒形銀銅製品・コイル状金銅製品・須恵器が検出されている。築造時期は古墳時代後期の6世紀末頃と推定される。

## 遺跡歴
- 元文3年（1738年）の『新田金山石棺御尋聞書』に記述[1]。
- 1938年（昭和13年）の『上毛古墳綜覧』に「毛里田村第12号墳」として登載。
- 1994・1995年度（平成6・7年度）、急傾斜地崩壊対策関連事業の擁壁工事に伴う古墳南側の発掘調査（太田市教育委員会、1996年に報告書刊行）。

## 墳丘
墳丘の規模は次の通り。
- 墳丘長：推定復元60メートル
- 後円部 直径：推定復元29メートル
- 前方部 幅：推定復元50メートル

## 埋葬施設

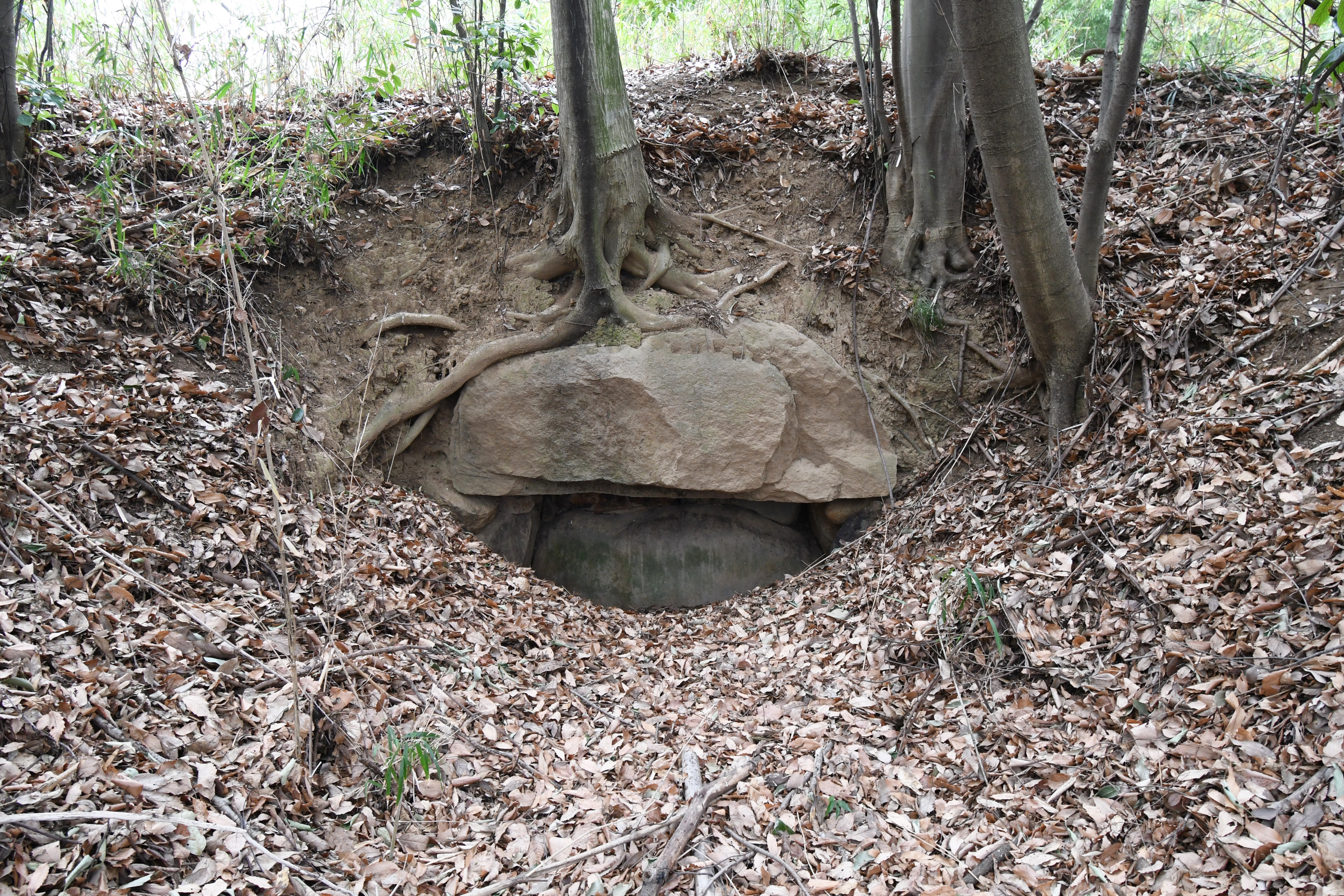
石室残存部

埋葬施設としては後円部において横穴式石室が構築されており、南方向に開口する。石室の規模は次の通り。
- 玄室：長さ5.7メートル、幅2.2メートル、高さ2.4メートル
- 羨道：長さ4.8メートル、幅1.3メートル

石室の石材は、チャート・金山石（溶結凝灰岩）である。石室の奥石と天井石の間には白土塗彩の痕跡が認められる。
石室内には安山岩製の家形石棺が据えられる。石棺主軸は、石室主軸に直交する東西方向である。石棺の蓋部は長さ1.91メートル・幅1.05メートル・高さ0.45メートル、身部は長さ1.85メートル・幅0.97メートル・高さ0.54メートルを測る。石棺の蓋石は、羨道側にのみ縄掛突起2ヶ所を付す。
石室内の副葬品として、棺内からは金銅製耳環2のみが、玄室内埋土からは直刀・短刀・鐔・鉄鏃・須恵器（高坏・𤭯）が、羨道部床面からは筒形銀銅製品・コイル状金銅製品が検出されている。

## 関連文献
（記事執筆に使用していない関連文献）
- 『今泉口八幡山古墳発掘調査報告書 -今泉口急傾斜地崩壊対策事業に伴う埋蔵文化財発掘調査-』太田市教育委員会、1996年。
- 『今泉口八幡山古墳』太田市教育委員会、1997年。